# Dendrobium bismarckiense
Dendrobium bismarckiense är en orkidéart som beskrevs av Rudolf Schlechter. Dendrobium bismarckiense ingår i släktet Dendrobium, och familjen orkidéer. Inga underarter finns listade i Catalogue of Life.